# La Mère d'Homer
La Mère d'Homer (France) ou Maman Simpson (Québec) (Mother Simpson) est le 8e épisode de la saison 7 de la série télévisée d'animation Les Simpson.

## Synopsis
Pour éviter d’avoir à ramasser des ordures pour la centrale, Homer invente, avec l’aide de Bart, une combine pour se faire passer pour mort et jette un mannequin dans la rivière. Néanmoins, l’affaire devient rapidement embarrassante car tous les habitants de Springfield viennent présenter leurs condoléances à Marge et aux enfants.
Puis, l’électricité est coupée dans la maison car elle était au nom d’Homer. Ce dernier décide finalement d’aller régler l’affaire et se rend à l’administration de Springfield pour se faire porter vivant. Il apprend alors que sa mère, Mona n’est pas morte et que la magnifique tombe du cimetière de Springfield est celle de Walt Whitman... Abraham lui a menti.
Homer se rend au cimetière et, à cause de sa maladresse notoire, tombe dans la tombe fraîchement creusée qui lui était destinée et marquée « Homer J. Simpson ». Une femme l’apostrophe alors en lui demandant ce qu’il fait dans la tombe de son fils. Ils se retrouvent alors et Mona passe de longs moments précieux à rattraper le temps perdu avec sa famille mais, Bart et Lisa se rendent compte qu'elle n'accepte jamais de parler de son passé et qu'elle fuit quand elle voit la police. Elle avoue alors que lorsqu'Homer était encore un enfant, elle est allée détruire avec une bande un laboratoire réservé à l'étude de germes, dont le propriétaire est M. Burns. Quand ce dernier la croise à la poste et qu'il la reconnaît, elle est à nouveau obligée de fuir. Elle s'enfuit de Springfield, et avant de partir, fait ses adieux à Homer. Homer alors la regarde s'en aller et admire les étoiles la nuit venue.

## Invités
- Glenn Close
- Harry Morgan